# Polipeptide trasportatore di anioni organici
Un polipeptide trasportatore di anioni organici (OATP) è una proteina di trasporto transmembrana, sostanzialmente un trasportatore, che media il trasporto principalmente di anioni organici attraverso la membrana cellulare.
Se ne deduce che i trasportatori OATP sono presenti nel doppio strato lipidico della membrana cellulare, ed agiscono come "custodi" della cella, sovraintendendo al trasporto di numerose molecole. Gli OATP appartengono alla famiglia dei trasportatori di soluti (SLC), più precisamente alla sottofamiglia dei trasportatori di soluti anionici organici (SLCO).

## Funzione
Il polipeptide trasportatore di anioni organici negli epatociti trasporta gli acidi biliari, la bilirubina e numerosi ormoni (ad esempio gli ormoni tiroidei o  steroidei) attraverso la membrana basolaterale (rivolto verso i sinusoidi), per la loro escrezione nella bile.

Gli OATP non sono espressi solo nel fegato, ma anche in molti altri tessuti sulle membrane basolaterale e apicale, e trasportano anioni, così come composti neutri e persino cationi. 
Essi inoltre trasportano una gamma estremamente diversificata di composti farmacologici, che comprendono sostanze anti-cancro, antibiotici, farmaci ipolipemizzanti, farmaci anti-diabetici, così come tossine e veleni.
Gli OATP trasportano anche il colorante bromosulfonftaleina, potendo così essere utilizzati per un test epatico, appunto il test della bromosulfonftaleina.

## Proteine
La tabella seguente mostra le 11 proteine OATP note nell'essere umano. 
I trasportaori OATP umani sono indicati con lettere maiuscole, mentre gli Oatp animali sono designati con lettere minuscole.
Il termine "SLCO" sta ad indicare il nome del gene (SLCO, solute carrier organic anion).
La nomenclatura precedente utilizzava lettere e numeri (ad esempio OATP-A, OATP-8) ma non viene più considerata corretta. 
I trasportatori OATP umani meglio caratterizzati sono OATP1A2, OATP1B1, OATP1B3 e OATP2B1.

Molto poco si sa circa la funzione e le caratteristiche di OATP5A1 e OATP6A1.
| Abbreviazione | Nome proteine                                 | Sede                                       |
| ------------- | --------------------------------------------- | ------------------------------------------ |
| SLCO1A2       | Trasportatore di soluti organici anionici 1A2 | Ubiquitario                                |
| SLCO1B1       | Trasportatore di soluti organici anionici 1B1 | Fegato                                     |
| SLCO1B3       | Trasportatore di soluti organici anionici 1B3 | Fegato                                     |
| SLCO1C1       | Trasportatore di soluti organici anionici 1C1 | Cervello, testicolo                        |
| SLCO2A1       | Trasportatore di soluti organici anionici 2A1 | Ubiquitario                                |
| SLCO2B1       | Trasportatore di soluti organici anionici 2B1 | Ubiquitario                                |
| SLCO3A1       | Trasportatore di soluti organici anionici 3A1 | Testicolo, cervello, cuore, polmone, milza |
| SLCO4A1       | Trasportatore di soluti organici anionici 4A1 | Cuore, placenta, polmone, fegato           |
| SLCO4C1       | Trasportatore di soluti organici anionici 4C1 | Rene                                       |
| SLCO5A1       | Trasportatore di soluti organici anionici 5A1 | Mammella, cervello fetale, prostata        |
| SLCO6A1       | Trasportatore di soluti organici anionici 6A1 | Testicoli, milza, cervello, placenta       |

## Farmacologia
Gli OATP giocano un ruolo fondamentale nel trasporto di farmaci attraverso la membrana cellulare, in particolare nel fegato e rene. 
Nel fegato, gli OATP sono espressi sulla membrana basolaterale degli epatociti, e trasportano i composti all'interno dell'epatocita per la biotrasformazione. Un certo numero di interazioni farmacologiche sono state associate con gli OATP, e determinato modifiche della farmacocinetica e della farmacodinamica.

L'interazione più frequente è dovuta ad un farmaco "A" che va ad inibire il trasporto di un altro farmaco "B" negli epatociti. Questo secondo farmaco (il farmaco "B") viene perciò captato meno efficacemente e viene mantenuto nell'organismo più a lungo.

I trasportatori OATP più spesso associati con queste interazioni sono OATP1B1, OATP1B3 e OATP2B1, tutti disponibili sulla membrana basolaterale degli epatociti.

Le interazioni clinicamente più rilevanti sono state associate con le statine (gli inibitori dell'enzima HMG-CoA reduttasi, con effetto ipocolesterolemizzante). Questo tipo di interazione ha portato alla rimozione di cerivastatina dal mercato nel 2002. 
Il fenomeno del polimorfismo a singolo nucleotide (SNP) è stato spesso associato con i trasportatori OATP, particolarmente con OATP1B1. 
Il probenecid èin grado di inibire numerosi polipeptidi trasportatori di anioni organici.

È probabile che i trasportatori OATP insieme ad altri trasportatori di anioni organici, ai trasportatori di cationi organici ed alle proteine ABC (dall'inglese ATP-binding cassette), svolgano un ruolo centrale nell'assorbimento, distribuzione, metabolismo ed escrezione di molteplici composti farmacologici.